# Gonzalo López Marañón
Dom Frei Gonzalo López Marañón OCD (Medina de Pomar, 3 de outubro de 1933 — Luena, 7 de maio de 2016) foi prelado espanhol da Igreja Católica Romana. Era membro da Ordem dos Carmelitas Descalços e serviu como prefeito e vigário apostólico de San Miguel de Sucumbíos, no Equador, durante 40 anos, entre 1970 e 2010. Ao falecer, atuava como missionário em Angola.

## Biografia

### Juventude e formação
Nasceu em Medina de Pomar, Burgos, Espanha, o segundo dos seis filhos de um casal de lavradores, Antonio e Luisa.
Após realizar seus primeiros estudos nas escolas públicas, ingressou no Colégio Teresiano de Calahorra, em La Rioja, onde fez o curso secundário. Ingressou no noviciado dos Carmelitas Descalços em Burgo de Osma, Sória, onde tomou o hábito em 11 de agosto, professando em 13 de agosto de 1950, no mesmo lugar. Durante o novicidado, recebeu o nome religioso de Frei Anselmo da Imaculada.
Cursou Filosofia em Oviedo (1950-1953) e Teologia em Burgos (1953-1957). No seu segundo ano do curso teológico, fez sua profissão solene na ordem em 19 de março de 1955 em Burgos, com dispensa de idade. Recebeu a ordenação presbiteral em 6 de abril de 1957 em Burgos; depois completou seus estudos participando do primeiro curso de Teologia Espiritual do Instituto de Espiritualidade do Teresianum de Roma (ano escolar de 1957-58). Desde então, manifestou sua disposição para ir à Missão de Sucumbíos, no Equador.
Todavia, antes mesmo de terminar o curso, seus superiores o nomearam assistente do mestre dos noviços. No ano seguinte, foi nomeado diretor espiritual do Colégio Maior de filósofos. Em 1966 foi do convento para Reinosa (Cantábria), para assumir o comando do incipiente Colegio San José Obrero para irmãos coadjutores. Também assumiu a casa religosa como superior. Em abril de 1969, no capítulo geral, foi eleito segundo conselheiro provincial e diretor espiritual da Faculdade de Teologia de Burgos, onde também frequentou as aulas para obter o bacharelato em Teologia.

### Missão em Sucumbíos
Em 1969, viajou como secretário do superior provincial, Pe. Felipe Sainz de Baranda, ao Equador e imediatamente se manifestou sua vocação missionária, demonstrando grande interesse pelo apostolado que ali se fazia. Apoiado por seus superiores, em 26 de junho de 1970, a Igreja o nomeou prefeito apostólico da Missão Carmelita de Sucumbíos, sucedendo no cargo ao Pe. Wenceslao Manuel Gómez Frande, morto num acidente aéreo em 1968. Recebeu a bênção e a imposição dos atributos prelatícios na Igreja do Carmo de Burgos, das mãos do bispo-auxiliar da Diocese de Santa Maria do Brasil, Dom Antônio do Carmo Cheuiche, OCD, em 20 de outubro de 1970. Tomou posse em novembro seguinte.
Inspirado e incentivado pelos sucessivos documentos do CELAM, Frei Gonzalo dedicou-se a implementar um ministério missionário renovado, como um todo e baseado na dupla ação: evangelizar, por meio das CEBs (Comunidades Eclesiais de Base); e promoção social, por meio de organizações populares. Criou departamentos de pastoral urbana, camponesa, indígena e afro-americana; promoveu os ministérios missionários leigos e agentes pastorais em cada comunidade cristã.
Em 2 de julho de 1984, Sucumbíos é elevado à condição de vicariato apostólico e seu prefeito ao episcopado, com sé titular de Seleuciana. Sua consagração episcopal se deu na catedral de Sucumbíos, a qual ainda estava em construção, em 8 de dezembro de 1984, presidida pelo também carmelita descalço e arcebispo de Cuenca, Dom Luis Alberto Luna Tobar, e pelos co-consagrantes Dom Leónidas Eduardo Proaño Villalba, bispo de Riobamba, e o missionário comboniano Dom Enrico Bartolucci Panaroni, vigário apostólico de Esmeraldas.

### Renúncia ao episcopado e crise sucessória
Depois de 40 anos de serviço, Dom López apresentou seu pedido de renúncia à Santa Sé por atingir a idade limite de 75 anos. Em 30 de outubro de 2010, o Vaticano aceitou seu pedido de renúncia, nomeando como administrador apostólico do vicariato o Pe. Rafael Ibarguren Schindler, membro dos Arautos do Evangelho. Tal decisão foi duramente questionada por D. López, alguns carmelitas e fiéis por eles motivados, o que gerou confrontos e medidas de força em Sucumbíos como o encerramento de alguns templos e a ocupação da Sé Catedral de Nueva Loja.
O boicote contra a decisão vaticana recebeu o apoio do Governo de Rafael Correa (que outorgou a Dom López a elevação a Ordem Nacional do Mérito, com o grau de Cavaleiro), que advertiu à Santa Sé que poderia vetar a nomeação de qualquer bispo. Tal crise levou o Papa a nomear o secretário da Conferência Episcopal Equatoriana, Dom Ángel Polivio Sánchez Loaiza, como Delegado Pontifício do Vicariato Apostólico perante o Governo.
Semanas antes de a mudança ser anunciada em 2010, o então prefeito da Congregação para a Evangelização dos Povos, sob cuja tutela está Sucumbíos, Cardeal Ivan Dias, enviou uma carta a Dom López na qual criticava que “a visão pastoral realizada por vós nem sempre esteve de acordo com as exigências pastorais da Igreja”, de modo que “o novo Administrador Apostólico terá de organizar o Vicariato e realizar todo o trabalho pastoral de uma maneira diferente”. O cardeal disse-lhe ainda que “a Congregação considera oportuno que depois da nomeação do novo Administrador Apostólico, Vossa Excelência deixe o Vicariato, mudando-se para outro lugar, se possível para o seu país de origem”.
Dom López, porém, decidiu ficar em Sucumbíos e realizou o chamado "jejum de reconciliação" que durou 24 dias e que só terminou com a intervenção do Presidente da Conferência Episcopal do Equador, Dom Antonio Arregui.
O Papa Bento XVI convocou urgentemente o superior geral dos Carmelitas Descalços para uma audiência privada e pediu à ordem para retirar imediatamente os carmelitas do Vicariato de Sucumbíos. Finalmente, os carmelitas deixaram o vicariato. Os Arautos também saíram, colocando o cargo de Pe. Rafael à disposição. Em seu lugar, em 10 de fevereiro de 2012, foi nomeado administrador o vigário apostólico emérito do vizinho Napo, Dom Paolo Mietto, CSJ.

### Últimos anos
Dom López retornou à Espanha, instalando-se no Centro Internacional Teresiano-Sanjuanista, (Universidade da Mística), em Ávila, em 15 de outubro de 2011, para "refletir" sobre o seu futuro, enquanto participou como ouvinte, com cerca de 40 alunos de 20 nacionalidades, do curso "Misticismo e Ciências Humanas". Um ano depois, retornou a Quito, no Equador, onde esteve até 2013.
Em abril de 2015, transferiu-se para a missão dos carmelitas em Calunda e Cazombo, Diocese de Luena, em Angola. Ali veio a falecer um ano depois, vítima de malária. Seu corpo foi sepultado na Catedral de Luena.